# María Villalón Sánchez
María Villalón Sánchez (Ronda, Màlaga; 1 d'abril de 1989) és una cantant, escriptora i compositora. Va assolir la fama després de ser la guanyadora de la primera edició del programa de talents Factor X a Espanya, el 2007. Més coneguda per ser la intèrpret de La Lluvia. El 2015 llança la novel·la, El insólito viaje de una gota de lluvia i el 2016 s'aventura a escriure un llibre sobre una de les seves grans aficions, la gastronomia, titulat: Dando la lata...¡de atún!.

## Biografia
Va néixer a Ronda, província de Màlaga, lloc que l'ha vist créixer cantant des dels tres anys, efectuant enregistraments semi-profesionals, presentant-se a concursos, com per exemple Bienvenidos de Canal Sur o Operación Triunfo (classificada entre les 90 primeres posicions), tots dos el 2006. És llicenciada en Filologia Hispànica. De petita va estudiar al col·legi Juan Martín Pinzón a la ciutat de Ronda. María Villalón no només cantava, també tocava un instrument, el violoncel. Va estudiar violoncel en el conservatori fins als 17 anys. Va cursar els seus estudis de secundària i batxillerat en l'Institut d'Ensenyament Secundari Martín Rivero a Ronda (Màlaga).
Amb 14 anys va treure el seu primer disc, Entre sueños, i als 16, el segon, Rompe. Tots dos discos van ser venuts per la mateixa María per cases, bars i tendes per recuperar els diners invertits. També va finançar un disc amb un mecanisme d'aportacions dels fans.
Va col·laborar amb la web La Notícia Imparcial, on escrivia articles sobre noves tecnologies.

### 2007:Factor X
La María va arribar a la fama després de presentar-se i guanyar el concurs Factor X de la cadena de televisió Cuatro l'any 2007.
Es va presentar als càstings de Sevilla, cantant un fragment de la cançó «Canção do mar», de Dulce Pontes, i «Nana para un rey», de Pasión Vega, aconseguint així el vot unànime de Jorge Flo, Eva Perales i Miki Puig. Després de la ronda final dels càstings es convertiria en una dels membres del grup de Flo, un padrí que va quedar sorprès pel talent de la noia des del primer instant. Tant és així que no va dubtar a assegurar que si no guanyava el concurs, ell mateix s'encarregaria de produir-li el disc.
A la gala final es va proclamar guanyadora del concurs enfront d'Angy Fernández, interpretant de nou «Canção do mar» i «María se bebe las calles» (Pasión Vega); actuació que obtindria els majors elogis del jurat al complet i l'admiració absoluta d'un públic lliurat per complet a María, que en aquest moment tenia 18 anys.

### 2008:Te espero aquí
Te espero aquí és el seu àlbum debut en un àmbit ja realment professional. Malgrat haver gravat anteriorment dos discos amb petites companyies andaluses, mai van ser publicats a nivell nacional o, simplement, mai van veure la llum, sent est el seu primer disc en solitari. El disc va ser publicat per la companyia Sony BMG a Espanya el 13 de novembre de 2007. El primer i únic senzill de l'àlbum va ser el tema «Agüita de abril».

### 2009-2010:Los tejados donde fuimos más que amigos
Los tejados donde fuimos más que amigos es va posar a la venda el 15 de setembre de 2009. Amb aquest segon treball, la María es va allunyar de l'estil de te espero aquí, on va versionar clàssics de la cançó espanyola, per acostar-se a sons propers al pop, com bé queda demostrat en el seu primer senzill «La lluvia». Gràcies a aquesta cançó, la María va aconseguir entrar per primera vegada a la llista dels 40 Principals i col·locar-se entre les 50 cançons més venudes d'Espanya el mes de febrer de 2010, posteriorment aconseguí entrar a la seva primera setmana al lloc 89 de la llista dels cent àlbums més venuts. El segon single, «Cosas que no sé de ti», es va estrenar a l'abril de 2010. Aquest últim es tracta de la versió en castellà de la cançó «Gli ostacoli del cuore», de Luciano Ligabue i Elisa Toffoli, no inclosa en l'àlbum i gravada especialment per llançar-la com single. En 2010, la cantant també va llançar com single «Quiero que estés aquí», cançó pertanyent a la banda sonora de la seriï Murta, emesa per Canal Sur.
El 23 d'agost de 2011 va anunciar la finalització del seu contracte amb Sony BMG, discogràfica amb la qual havia romàs els últims quatre anys.

### 2012:Historias de una cantonta

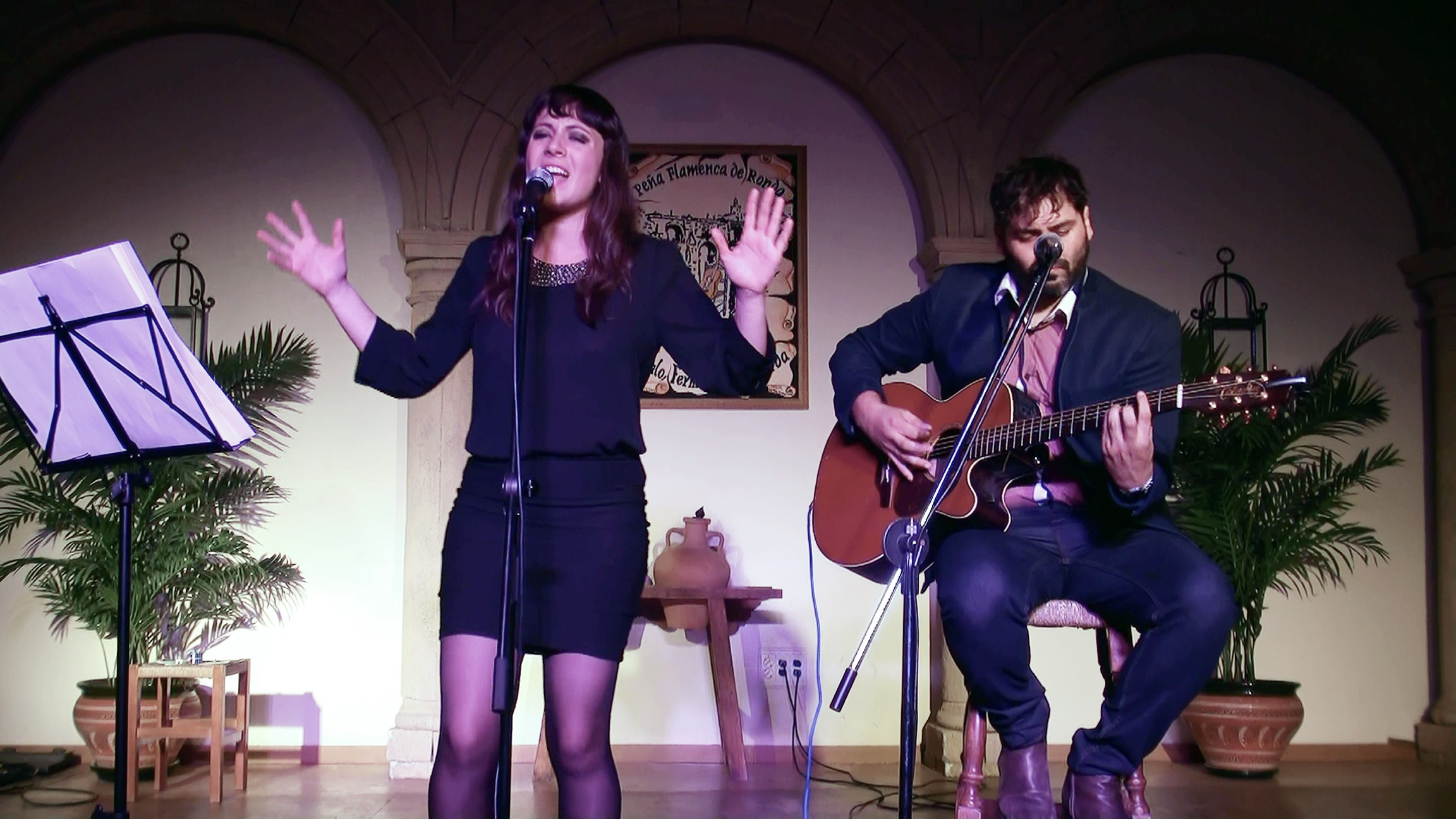
Villalón durant el 73 Congrés Espanyol d'Esperanto el 2014

María ha aconseguit treure endavant aquest projecte EP gràcies al projecte Crowdfunding, dut a terme durant el mes de juliol, recaptant un total de 15 000 euros.
El 19 de novembre de 2012, la María publica el seu nou treball discogràfic. Est és un EP compost de sis cançons els títols de les quals són: «Una triste más», «Tu coche azul eléctrico», «La ciudad de las bicicletas», «Dieta para dos», «Canción de odio» i «5 cm». A més, pels quals van col·laborar en aquest projecte amb 35 € o més, s'inclouen altres títols, entre els quals es troben «Kansas city» o «Dormida».
El primer single d'aquest EP és «La ciudad de las bicicletas», que a través d'una melodiosa música per tractar portar-nos a aquest lloc en el qual en un passat hem estat molt feliços. Les noves cançons són totes inèdites i han estat compostes per la mateixa María i professionals de la música.
Com a segon single, l'artista ha decidit apostar per una versió de la cançó "Todo quema" (del grup canari la vieja morla) el single es va estrenar el 21 de juny de 2013 i el videoclip el 3 de juliol de 2013.
Gràcies a la seva amistat amb el promotor musical Roberto Mantovani va cantar el tema «Mudar» al costat de l'italià Lorenzo Piani i participarà a la festa d'aniversari de l'artista Shalpy - en l'històric "Piper Club" de Roma - cantant al costat de l'artista els temes «Come to me» i «Pregherei». D'aquesta última cançó va fer posteriorment un enregistrament i un videoclip al juliol de 2018.

### 2015:El insólito viaje de una gota de lluvia
El projecte més personal de María Villalón. La cantant publica la seva primera novel·la juvenil amb el seu nou treball discogràfic que funciona com a banda sonora del text, tots dos sota el títol de El insólito viaje de una gota de lluvia.

### 2018:Tu cara me suena 7
El juliol de 2018, s'anuncia la participació de María Villalón en la setena edició de Tu cara me suena, sent el seu retorn a la televisió després de diversos anys absent. El 8 de febrer de 2019, a la gala final del programa, es va programar vencedora d'aquesta edició del format.

## Discografia

### Abans de Factor X
- 2000: Entre sueños
- 2002: Rompe

### Àlbums d'estudi
- 2007: Te espero aquí
- 2009: Los tejados donde fuimos más que amigos
- 2012: Historias de una cantonta
- 2015: El insólito viaje de una gota de lluvia

### Senzills
- «Agüita de abril» (2007)
- «La lluvia» (2009)
- «Cosas que no sé de ti» (2010)
- «Quiero que estés aquí», sintonía de la serie andaluza <i id="mwhA">Arrayán</i> (2010)
- «Sin hablar» (2011, maqueta)
- «La ciudad de las bicicletas» (2012).
- «Todo arde» (2013)
- «Dieta para dos» (2014).
- «Descalza» (2014) - Adelanto de su primera novela con banda sonora El insólito viaje de una gota de lluvia (2015)
- «Ni tú ni yo» (2015)
- «Mágico y absurdo» (2016)
- «Dirige al viento» (2016), propuesta para Eurovisión 2017.
- «La batalla» (2018)

### Col·laboracions amb altres artistes
- «Hoy he escrito una canción», junto a Iguana Tango; álbum En vivo... y coleando (2008)
- «Entre tinieblas», junto a Tako; CD + DVD Takorce (2009)
- «Esa es la vida», junto a Juan Peña; álbum Esa es la vida (2009)
- «Nana para un rey», colaboración con el proyecto Supernanas (2009)
- «Tú», junto a Cruz (single); álbum Ciencias naturales (2010)
- «Todo arde», junto a La vieja morla (single); álbum Once días (2010)
- «Bajo la luna», junto a Jhades, el Ángel (single); álbum El ciclo Alfa (2011)
- «Odisea», junto a De Loop; álbum Lejos: Edición Especial (2011)
- «La calle de los barros», junto a Versilia (banda); álbum Mecánica celeste (2012)
- «Perdoname por olvidarte», junto a Ivan Gardesa; álbum Todo por ti (2012)
- «Hasta las doce», junto a Despistaos; CD + DVD Los días contados (2012)
- «No dudaría» y «Supertecnomegamix», junto a Artistas del gremio; álbum Artistas del gremio & The musicolocos dream team (2012)
- «Tarde de invierno», junto a Supernadie; álbum El mundo está loco (2012)
- «En mi diario», junto a Betty y la cuarta pared; álbum Descalza (2012)
- «A 1 cm», junto a Kike Ruíz; álbum En solitario (2012)
- «Quisiera», junto a Alejandro Gómez; álbum Andalucía Flamenco Chill, Vol. 1 (2012)
- «Maldita sea», junto a El rincón de los sueños (2013)
- «Con locura», junto a Kejío (2013)
- «Por las calles de Madrid», junto a Daniel Ramírez; álbum El lugar donde nacen los sueños (2013)
- «Quédate conmigo», junto a ADN (antes, Aurora del Norte); álbum Nada que perder (2013)
- «Volverás», junto a Ismael Moya; álbum Susurros (2013)
- «Mudar», junto a Lorenzo Piani; álbum 10Ten (2013)
- «Ella», junto a Julieta21; álbum Equilibrio (2013)
- «La pluvo», versión en esperanto (trad. de Svena Dun) de "La lluvia", en ocasión del 73º Congreso Español de Esperanto y 18º Andaluz (2014)
- «La de la mala suerte», junto a Jaime Sancho, versión del tema de Jesse &amp; Joy (2016)
- «Estar a tu Lado», junto a Vidas Paralelas (2017)
- «Sin ti», junto a Fran Triguero (2017)
- «Vivir la vida junto a ti», junto a Fabio Greca (2017)
- «Rezaría (Pregherei)», junto a Shalpy (2018)
- «Siempre tú mi nuevo amor», junto a Juan Carlos Mata (2018)

## Ràdio
- Col·laboradora en Interactiva, de Happy Fm (2012)
- Col·laboradora en Gente Happy, de Happy Fm (2013)
- Col·laboradora en Ponte a prueba, d'Europa FM - Secció "Llegenda o realitat" (2014)

## Televisió

### Programes de televisió
| Any       | Programa           | Canal    | Notes      | Resultat   |
| --------- | ------------------ | -------- | ---------- | ---------- |
| 2007      | Factor X           | Cuatro   | Concursant | Guanyadora |
| 2018-2019 | Tu cara me suena 7 | Antena 3 | Concursant | Guanyadora |

### Sèries de televisió
| Any  | Sèrie                                  | Canal    | Personatge   | Notes     |
| ---- | -------------------------------------- | -------- | ------------ | --------- |
| 2016 | El insolito viatge d'una gota de pluja | YouTube  | Ella mateixa | 1 episodi |
| 2018 | Si yo quisiera                         | Divinity | Ella mateixa | 1 episodi |

## Cinema
- Peor Imposible (2011 - Cortometraje)
- Heroína (2012 - Cortometraje)

## Llibres
- 2015 - El insólito viaje de una gota de lluvia
- 2016 - Dando la lata... ¡de atún!

## Premis
- Premio Cadena Dial «Millors artistes», 2007.[6]
- Artista del mes a Onda Expansiva Ràdio, a l'octubre de 2009.
- Premi Màlaga Jove, 2009, en la modalitat d'art.